# Willy Waldapfel
Wilhelm (Willy) Waldapfel (* 15. September 1883 in Dresden; † 5. Januar 1965 in Wetter (Hessen)) war ein deutscher Maler und Grafiker sowie nationalsozialistischer Kommunalpolitiker (NSDAP).

## Leben und Werk
Waldapfel lebte ab 1909 im Dresdner Stadtteil Pieschen und ab 1912 in Trachau, wo er als Kunstmaler und Grafiker tätig wurde. Zu seinen Werken zählen vor allem Porträts und Gruppenbilder aus Politik und Militär sowie Landschaftsbilder. Waldapfel war u. a. an der Großen Aquarell-Ausstellung im Ausstellungsgebäude des Sächsischen Kunstvereins auf der Brühlschen Terrasse in Dresden von Mai bis Oktober 1911 und an der 4. Ausstellung des Deutschen Künstlerverbands Dresden beteiligt.
Waldapfel war Angehöriger der nationalsozialistischen SA. Im November 1932 ließ er sich für die NSDAP zur Wahl für die Stadtverordnetenversammlung in Dresden aufstellen, wurde gewählt und saß bis zur Auflösung im Februar 1935 im Stadtrat. Als das Hakenkreuzbanner im März 1933 auf der Staatlichen Akademie der bildenden Künste gehisst wurde, hielt Waldapfel eine Ansprache vor den aufmarschierten SA- und SS-Angehörigen.
In der Zeit des Nationalsozialismus war Waldapfel an mindestens 15 Ausstellungen beteiligt. U. a. war er 1935 auf der Dresdner Kunstausstellung mit dem großformatigen, raumbeherrschenden Kriegsbild Ich hatt’ einen Kameraden und dem Triptychon Die Front im Westen vertreten. 1942 war er Teilnehmer und Organisator der Kunstausstellung der SA in Dresden und nahm 1938, 1940, 1943 und 1944 an der Großen Deutschen Kunstausstellung in München. Dabei erwarb Hitler 1938 das Gemälde Die Straße frei und die oberste SA-Führung 1940 Aufbruch.
Nachdem unter maßgeblicher Mitwirkung Waldapfels – er trug als Stadtverordneter der NSDAP den Antrag seiner Fraktion zur Vorbereitung dieser Ausstellung vor – im September 1933 die Ausstellung „Entartete Kunst“ im Rathaus von Dresden durchgeführt worden war, erhielt er 1934 die Berufung an die Staatliche Kunsthochschule Dresden, wo er im Mai des darauf folgenden Jahres zum Professor für Figürliche Malerei ernannt wurde. Waldapfel spielte zusammen mit Richard Müller und Walther Gasch eine führende Rolle bei der Gleichschaltung der Kunstakademie, so verloren z. B. Otto Dix und Wilhelm Rudoph ihre Stellung als Professoren. Waldapfel war 2. Vorsitzender des Deutschen Künstler-Verbands Dresden.
Nach Ende des Zweiten Weltkrieges verlor er seine Professur in Dresden. Er verließ die Sowjetische Besatzungszone und ließ sich in der hessischen Kleinstadt Wetter nieder. Die Stadt Wetter erwarb einen Teil seiner Werke, der heute in den Amtsräumen des Rathauses ausgestellt ist.

## Ehrungen
- 1939 und 1942 Kunstpreis der Stadt Dresden